# Finniss River
Finniss River är ett vattendrag i Australien. Det ligger i territoriet Northern Territory, omkring 74 kilometer sydväst om territoriets huvudstad Darwin.
Trakten runt Finniss River består till största delen av jordbruksmark. Trakten runt Finniss River är nära nog obefolkad, med mindre än två invånare per kvadratkilometer. Savannklimat råder i trakten. Genomsnittlig årsnederbörd är 1 887 millimeter. Den regnigaste månaden är januari, med i genomsnitt 539 mm nederbörd, och den torraste är augusti, med 1 mm nederbörd.